# Serhij Taruta
Serhij Ołeksijowycz Taruta, ukr. Сергій Олексійович Тарута (ur. 23 lipca 1955 w miejscowości Wynohradne w obwodzie donieckim) – ukraiński polityk, przedsiębiorca branży metalurgicznej i działacz sportowy, w 2014 przewodniczący Donieckiej Obwodowej Administracji Państwowej.

## Życiorys
W 1979 ukończył studia w Żdanowskim Instytucie Metalurgicznym, a w 1999 w Donieckiej Państwowej Akademii Zarządzania. Pracę zawodową podjął w przedsiębiorstwie Azowstal, w którym doszedł do stanowiska dyrektora działu zagranicznego kombinatu.
W 1995 stworzył i zaczął prowadzić własną firmę handlu zagranicznego Azowimpeks, która w 1996 była jednym z założycieli korporacji Przemysłowy Związek Donbasu (ISD). Serhij Taruta objął stanowisko dyrektora zarządzającego, a w 2002 przewodniczącego rady nadzorczej. ISD stał się jednym z największych ukraińskich holdingów w branży energetycznej i metalurgii. Serhij Taruta został natomiast jednym z najbogatszych Ukraińców, w 2008 „Forbes” szacował jego majątek na 2,7 miliarda dolarów. W późniejszych latach wartość kontrolowanych przez niego aktywów szacowano na 660–750 milionów dolarów.
Serhij Taruta zaangażował się także w działalność polityczną. Parokrotnie uzyskiwał mandat radnego rady obwodowej w Doniecku. W marcu 2014 został mianowany gubernatorem obwodu donieckiego, regionu dotkniętego wówczas konfliktem zbrojnym wywołanym przez prorosyjskich separatystów. Utracił to stanowisko w październiku tegoż roku. W tym samym miesiącu wystartował jako kandydat niezależny w przedterminowych wyborach w okręgu jednomandatowym, uzyskując mandat posła do Rady Najwyższej VIII kadencji.
W 2019 był kandydatem w wyborach prezydenckich, otrzymał około 0,1% głosów. W tym samym roku ponownie wybrany do ukraińskiego parlamentu z listy Batkiwszczyny.

## Życie prywatne
Serhij Taruta jest żonaty, ma dwie córki. W 2002 został prezesem klubu piłkarskiego Metałurh Donieck.

## Odznaczenia
- Order „Za zasługi” III klasy (2006)[9]